# 송민규 (1999년)
송민규(宋旻揆, 1999년 9월 12일~)는 대한민국의 축구 선수로, 포지션은 공격수이며 현재 K리그1의 전북 현대 모터스에서 활동하고 있다.

## 구단 경력

### 포항 스틸러스
충청남도 논산시 취암동에서 태어났다. 2018년 K리그 신인 선수 선발 과정을 통해 포항 스틸러스에 입단하였다. 2018 시즌에서는 대부분 R리그에서 활동했고 2018년 5월에 열린 인천 유나이티드, 울산 현대와의 경기에서 처음으로 교체 출전하는 등 2018 시즌 1군에서는 2경기 출전을 기록했다.
2019년 4월 3일 열린 강원 FC와의 2019년 K리그1 5라운드 홈 경기에서 데뷔골을 터트린 이후 김기동 감독 하에서 주전으로 활약하며 2019 시즌 27경기에 나서 2골 3도움을 올렸으며 2020년 5월 31일에 열린 인천과의 경기에서는 2020 시즌 마수걸이 골을 기록하는 등 포항 소속으로 17경기 7골 1도움을 기록하며 그 해 K리그 영플레이어상을 수상했다.

### 전북 현대 모터스
2021 시즌 여름 이적시장을 통해 전북 현대 모터스로 이적했다. 8월 7일 대구 FC와의 2021년 K리그1 23라운드에서 전북 이적 후 첫 경기를 치렀으며 광주 FC와의 31라운드에서 전북 이적 후 첫 골을 터뜨렸다. 2021 시즌 전북 소속으로 공식전 19경기 3골 3도움을 올리며 전북의 리그 5연패 및 통산 9번째 우승에 기여했다.

## 국가대표팀 경력
대한민국 U-23 대표팀 소속으로 2020년 하계 올림픽에 참가한 뒤 2021년 5월 24일 2022년 FIFA 월드컵 아시아 지역 2차 예선 3연전을 앞두고 A대표팀 출전 명단에 이름을 올렸다.
그리고 같은 해 6월 9일 최약체 스리랑카와의 2022년 FIFA 월드컵 아시아 지역 2차 예선 H조 5차전에서 국제 A매치 데뷔전을 치른 후 2022년 11월 11일 아이슬란드와의 2022년 FIFA 월드컵 출정식 겸 평가전에서 A매치 데뷔골을 터뜨렸고 다음날인 11월 12일 발표된 2022년 FIFA 월드컵 26인 최종 명단에 이름을 올렸으며 비록 단 1경기도 출전하지 못했으나 대한민국의 12년만의 월드컵 16강 진출에 큰 힘을 보태주었다.

### 국가대표팀 득점 기록
| # | 경기일     | 경기장소       | 상대팀     | 득점 | 결과 | 비고     |
| - | ---------- | -------------- | ---------- | ---- | ---- | -------- |
| 1 | 2022/11/11 | 대한민국, 화성 | 아이슬란드 | 1-0  | 1-0  | 친선경기 |

## 수상 내역

### 개인
- K리그 영플레이어상: 2020

### 클럽
전북 현대 모터스
- K리그1 : 우승 (2021), 준우승 (2022)
- FA컵 : 우승 (2022)

### 국가대표팀
대한민국
- EAFF E-1 풋볼 챔피언십 : 준우승 (2022)